# Hungerturm (Bauwerk)

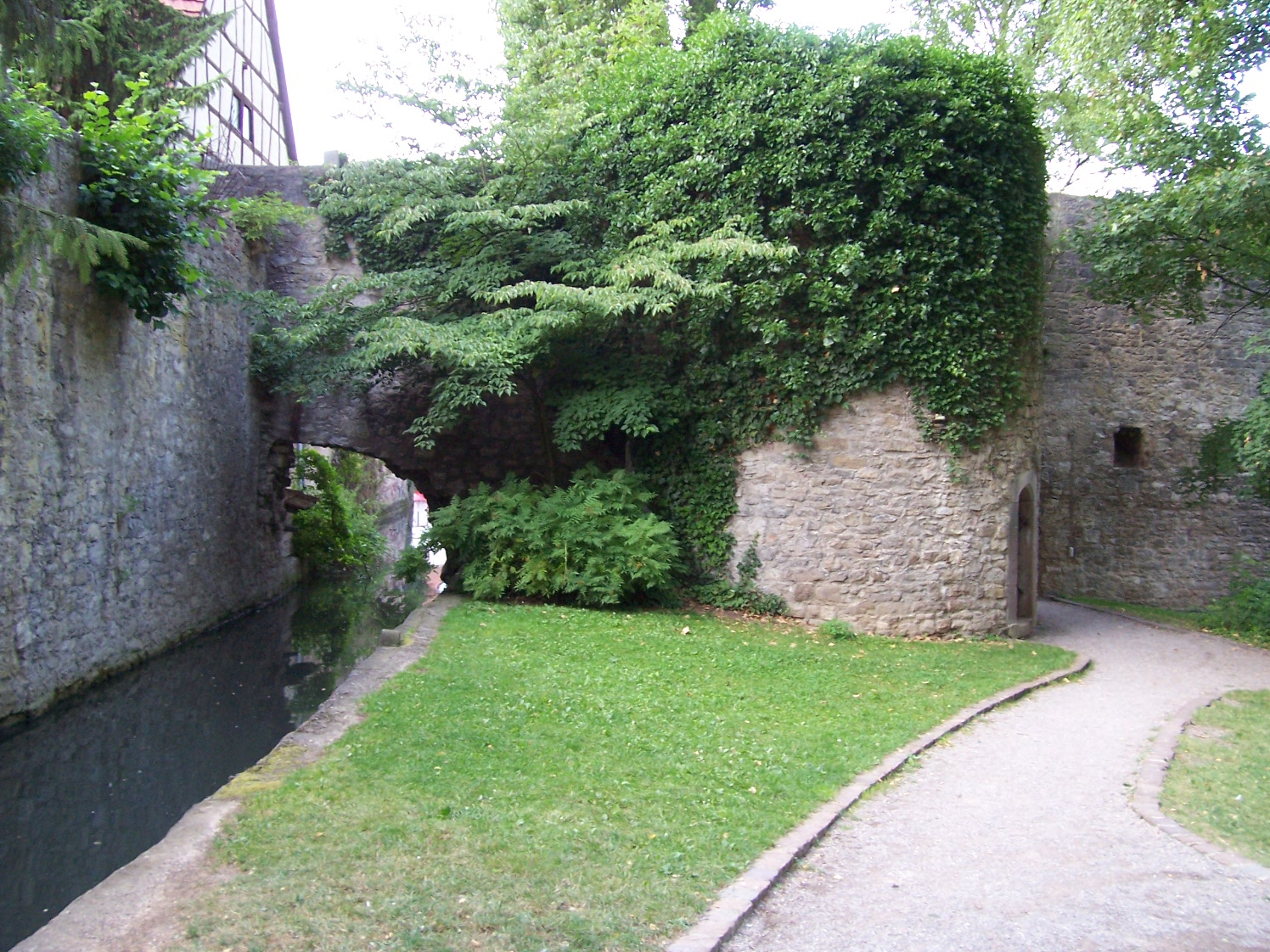
Mittelalterliche Stadtmauer mit Hungerturm in Tauberbischofsheim

Der Hungerturm, auch Faulturm, ist eine Bezeichnung für einen Gefängnisturm, der im Mittelalter und in der frühen Neuzeit in Gebrauch war. Im heutigen Gebiet Mecklenburg-Vorpommerns werden solche Türme meist Fangelturm genannt.

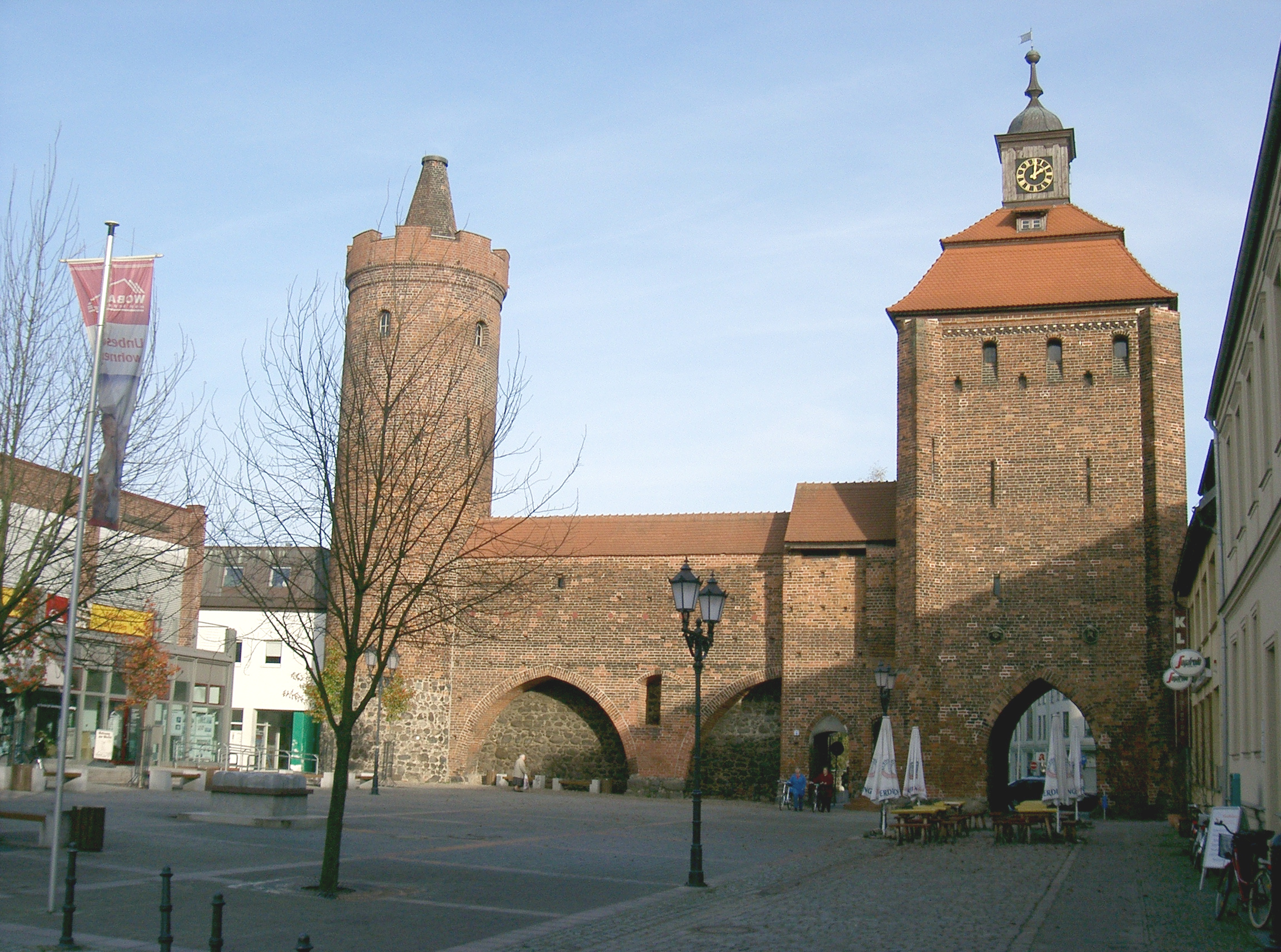
Hungerturm in Bernau bei Berlin, links im Bild

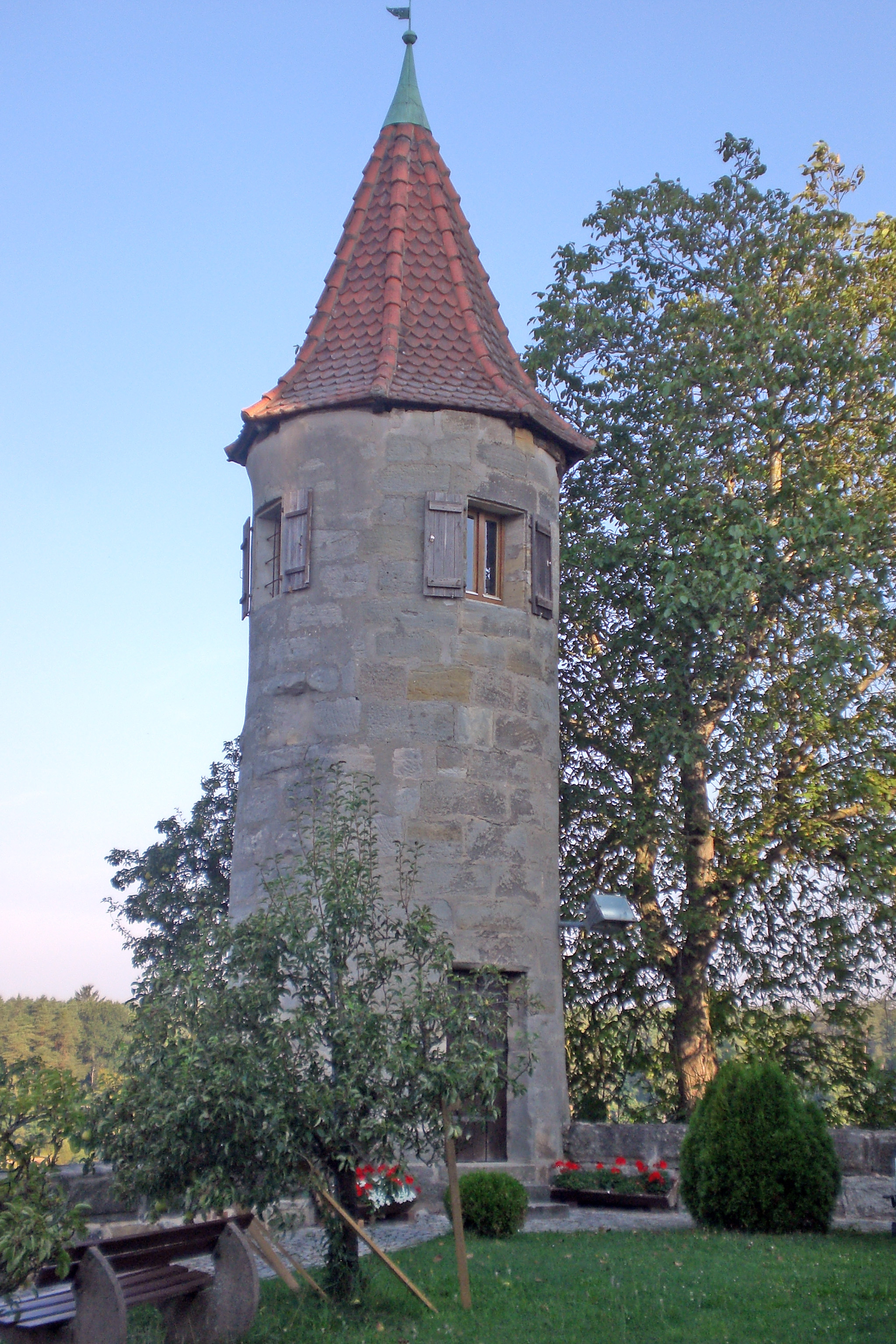
Hungerturm in Schönberg bei Lauf a. d. Pegnitz (2024)

## Entwicklung und Formen
Die Nutzung von Türmen sowohl bei Burgen als auch bei Stadtmauern als Gefängnis ist ab dem Spätmittelalter in den Quellen belegt. Zu unterscheiden sind dabei Verliese und Gefängnisse: ersteres ist von oben durch ein so genanntes Angstloch zugänglich, letzteres durch eine Tür.
Der Verurteilte wurde in den Hungerbunker bzw. in den Hungerturm gesperrt und nur mit Wasser und Brot versorgt. Die Vorstellung, man habe Gefangene in diesen Türmen zur Strafe verhungern lassen, entstammt jedoch überwiegend der Romantik des 19. Jahrhunderts. Dennoch starben nicht wenige nach mehreren Monaten an Entkräftung (auch: Kachexie) und Abwehrschwäche, hervorgerufen durch Nährstoff- und Lichtmangel.